# TRS-80
TRS-80 er navnet på en række produktserier af computere udviklet sent i 70'ere og de tidlige 80'ere af de dengang netop fusionerede firma'er Tandy og Radio Shack.
Den første TRS-80-serie var baseret på Z80 CPU'en. Kort derefter lancerede Tandy den parallelle produktserie TRS-80 Color Computer der var baseret på 6809 CPU'en.
- Wikimedia Commons har flere filer relateret til TRS-80

| Hardware | Spire Denne artikel om computere og anden hardware er en spire som bør udbygges. Du er velkommen til at hjælpe Wikipedia ved at udvide den. |